# ルイーゼ・フォン・ヘッセン＝ダルムシュタット (1757-1830)
ルイーゼ・フォン・ヘッセン＝ダルムシュタット （Luise von Hessen-Darmstadt, 1757年1月30日 - 1830年2月14日）は、ザクセン＝ヴァイマル＝アイゼナハ大公カール・アウグストの妃。

## 生涯
ヘッセン＝ダルムシュタット方伯ルートヴィヒ9世と、妃ヘンリエッテの5女として、ベルリンで生まれた。当時、父ルートヴィヒ9世はプロイセン王国の軍人として七年戦争に従軍していた。遠征で不在がちの父にかわり、子供たちを教育したのは母ヘンリエッテであった。彼女は子供たちにルター派としての教育を授け、ルイーゼは文学と音楽を愛する少女に育った。
ヘンリエッテは「大方伯妃」（die Große Landgräfin）とゲーテに称されるほどの人物で、ゲーテの他ヘルダー、ヴィーラントといった、当代きっての文筆家・哲学者と親しく交流した。子供たちに関心の薄いルートヴィヒ9世に代わり、ヘンリエッテは娘たちの縁談に心を配った。1773年、ルイーゼは姉妹や母とロシア帝国へ向かった。パーヴェル大公（のちのパーヴェル1世）の花嫁候補としてであったが、エカチェリーナ2世に気に入られ婚約者となったのは、ルイーゼの姉ヴィルヘルミーネ（ロシア名ナターリア・アレクセーエヴナ）であった。
ロシア旅行で何の収穫もなかったルイーゼであったが、母ヘンリエッテはザクセン＝ヴァイマル＝アイゼナハ公国の女性摂政アンナ・アマーリアと親交を深めた。二カ国政略結婚交渉にて、1775年にルイーゼは若き大公カール・アウグストと結婚した。ザクセン＝ヴァイマル＝アイゼナハ公国にとって、ロシア大公妃の妹を迎えることで、神聖ローマ帝国の中心から遠く孤立した国家という基盤の脆弱さを補強する意味合いがあった。また、ヴァイマルの宮廷はカール・アウグストの母であるアンナ・アマーリアの影が残り、若いルイーゼにとって居心地の良い場所ではなかった。カール・アウグストは女優カロリーネ・ヤーゲマンとの愛人関係を断とうとせず、そんな中でルイーゼは子供を生み続けなければならなかった。第一子、第二子を早くに失い、第三子として生まれたのが待望の世継ぎ、カール・フリードリヒ（のちに大公となる）であった。
1806年、イエナ・アウエルシュタットの戦いでナポレオン・ボナパルト率いるフランス帝国軍が勝利し、プロイセン王国軍は敗退した。この結果、ドイツ諸侯のフランスへの追従、神聖ローマ帝国の解体へとつながっていくことになった。戦いのすぐ後、戦勝者であるフランス軍がヴァイマルへ入城した。プロイセン軍に身を投じるか、ヴァイマルから逃げ出す一族が相次ぐ中で、ルイーゼは国家の保護者・国母として残った。彼女はナポレオンと交渉し、フランス軍がヴァイマルを掠奪しないよう求めた。ナポレオンは、カール・アウグストにプロイセン軍から離脱するよう求めたが、彼女は明らかにそんなことはできないとして非協力的であった。ポズナン条約をフランスと結び、同盟国となったザクセン＝ヴァイマル＝アイゼナハ公国はナポレオン時代を生き延び、ウィーン会議において領土を分割されたものの、大公国へ昇格を果たした。

## 子女
7子をもうけたが、成人したのは3人だけだった。
- ルイーゼ・アウグステ・アマーリエ（1779年 - 1784年）
- 女児（1781年）
- カール・フリードリヒ（1783年 - 1853年）
- 男児（1785年）
- カロリーネ・ルイーゼ（1786年 - 1816年） - メクレンブルク＝シュヴェリーン大公世子フリードリヒ・ルートヴィヒ妃
- 男児（1789年）
- カール・ベルンハルト（1792年 - 1862年） - プロイセン軍・オランダ軍で活躍した。